# Sevas Tra
Sevas Tra – pierwszy album amerykańskiej grupy Otep, wydany 18 czerwca 2002 roku przez wytwórnię Capitol Records. Nazwa albumu czytana od tyłu to Art Saves (pol. Sztuka Zbawia).

## Lista utworów
Wszystkie utwory napisali M. Bustany, J. McGuire, R. Patterson i Otep Shamaya – z zaznaczonymi poniżej wyjątkami.
1. „Tortured” – 1:39
2. „Blood Pigs” – 4:03
3. „.T.R.I.C.” (Bistany, W. Marsh, McGuire, Patterson, Shamaya) – 3:05
4. „My Confession” – 5:31
5. „Sacrilege” – 4:09
6. „Battle Ready” – 4:21
7. „Emtee” – 3:58
8. „Possession” (Bistany, Marsh, McGuire, Patterson, Shamaya) – 4:54
9. „Thots” – 4:09
10. „Fillthee” (D. Aguilera, Bistany, Marsh, McGuire, Patterson, Shamaya) – 3:36
11. „Menocide” – 4:51
12. „Jonestown Tea” – 9:47
13. „Brother” – 7:03 (utwór dodatkowy)

## Twórcy
- Otep Shamaya – śpiew
- "Evil" J. McGuire – gitara basowa, śpiew
- Rob Patterson – gitara
- Mark "Moke" Bistany – perkusja